# Artins
Artins – miejscowość i gmina we Francji, w Regionie Centralnym, w departamencie Loir-et-Cher.
Według danych na rok 1990 gminę zamieszkiwało 247 osób, a gęstość zaludnienia wynosiła 21 osób/km² (wśród 1842 gmin Regionu Centralnego Artins plasuje się na 893. miejscu pod względem liczby ludności, natomiast pod względem powierzchni na miejscu 1053).